# دارا خسروشاهي
دارا خسروشاهي (بالفارسية: دارا خسروشاهی) (بالإنجليزية: Dara Khosrowshahi) (مواليد 28 مايو 1969) رجل أعمال أمريكي إيراني، والرئيس التنفيذي لشركة أوبر، والرئيس التنفيذي السابق لمجموعة إكسبيديا التي تمتلك العديد من شركات السفر، وعضو في مجلس إدارة بيت دوت كوم، هوتيل دوت كوم وشركة نيويورك تايمز. تم اختيار خسروشاهي ضمن قائمة "البارزين الإيرانيين الأمريكيين" التي نشرتها سفارة الولايات المتحدة، طهران.

## السيرة الذاتية

### النشأة والتعليم
ولد خسروشاهي في عام 1969 في إيران لعائلة ثرية تعتنق الإسلام. عاش طفولته في قصر عائلته، وهو الابن الثالث والأصغر ليلي وغاري خسروشاهي. أصبحت عائلة خسرو شاهي واحدة من أغنى العائلات وأكثرها شهرة في إيران من خلال أعمالها.
يرجع الفضل إلى عائلته في تأسيس شركة البورز، مجموعة متنوعة تعمل في مجال المستحضرات الصيدلانية، المواد الكيميائية، الأغذية، التوزيع، التعبئة، التجارة والخدمات. في عام 1978، قبل أيام من الثورة الإيرانية تم استهداف العائلة لثروتها وقررت والدته ترك كل شيء وراءها والفرار من البلاد.
تم تأميم الشركة في وقت لاحق. هربت عائلته أولا إلى جنوب فرنسا ثم هاجرت إلى الولايات المتحدة إلى تاريتاون، نيويورك حيث عاشت مع أعمامه. في عام 1982، عندما كان عمر خسروشاهي 13 عاما رجع والده إلى إيران لرعاية جده. لم يسمح لأبيه بمغادرة إيران مرة أخرى لمدة 6 سنوات أخرى وبذلك أمضى خسروشاهي فترة مراهقته دون رؤية والده. في عام 1987، تخرج من مدرسة هاكلي، مدرسة إعدادية خاصة في جامعة تاري تاون..
في عام 1991، حصل على درجة بكالوريوس في الهندسة الكهربائية من جامعة براون، حيث كان عضوا في أخوية سيجما تشي.

## السيرة العملية

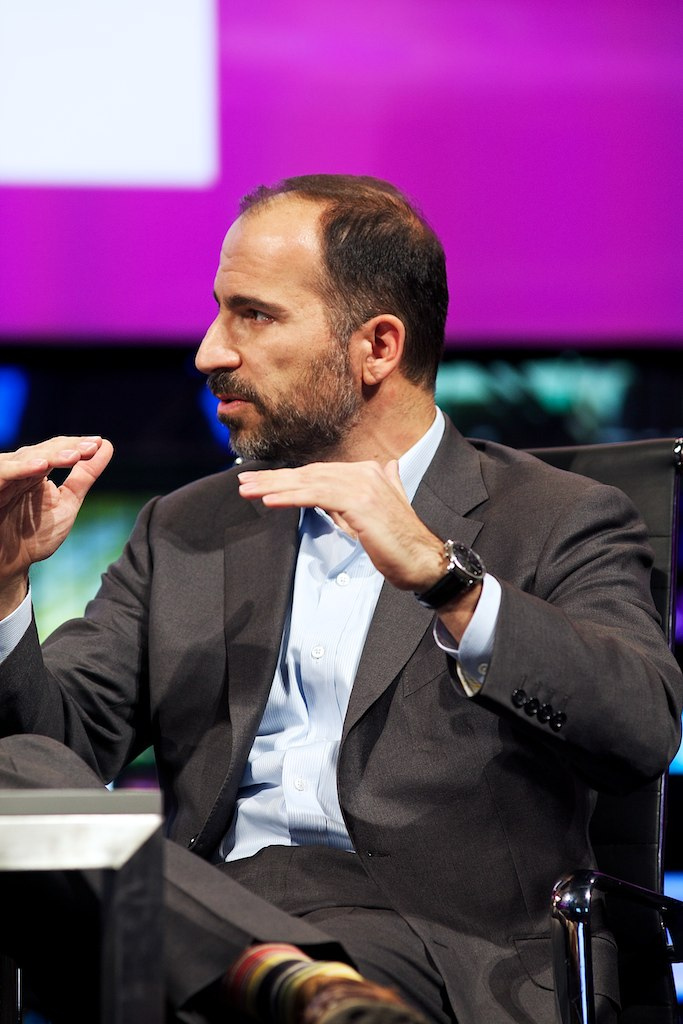
دارا خسروشاهي أثناء إطلاق تطبيق إكسبيديا 2.0

في عام 1991، انضم خسروشاهي إلى بنك ألين الاستثماري كمحلل مالي. في عام 1998، غادر البنك للعمل مع أحد عملائه السابقين في بنك باري ديلر حيث شغل العديد من المناصب كنائب رئيس التخطيط الاستراتيجي ثم رئيس التخطيط، مدير المالية لبنك IAC شركة أخرى يسيطر عليها ديلر. في عام 2001، اشترت IAC شركة إكسبيديا. في أغسطس 2005، أصبح خسروشاهي المدير التنفيذي لشركة إكسبيديا. بعد عشر سنوات، في عام 2015، منحت إكسبيديا 90 مليون دولار في خيارات الأسهم كجزء من اتفاقية توظيف طويلة الأجل مشروط به بالبقاء مع الشركة حتى عام 2020.
في عام 2016، كان واحدًا من أعلى الرؤساء التنفيذيين المدفوعين في الولايات المتحدة. خلال فترة توليه منصبه كمدير تنفيذي لشركة إكسبيديا، إزدادت القيمة الإجمالية للفنادق وحجوزات السفر بأكثر من أربعة أضعاف وزادت أرباحها قبل الضرائب إلى أكثر من الضعف". تحت قيادة خسروشاهي، امتد وجود إكسبيديا في أكثر من 60 دولة وحصلت على كلا من شركة ترافيل سيتي، أوربيتز وهوم أوي.
في أغسطس 2017، أصبح خسروشاهي المدير التنفيذي لشركة أوبر خلفا ترافيس كالانيك بعد خسر خيارات أسهمه غير المستثمرة في شركة إكسبيديا، التي كانت قيمتها تساوي في ذلك الحين 184 مليون دولار، لكن أوبر دفعت له أكثر من 200 مليون دولار لتولي منصب المدير التنفيذي.
خسروشاهي عضو أيضا في مجلس إدارة شركة أوبر. في يونيو 2013، حصل على جائزة رجل أعمال شمال غرب المحيط الهادي من إرنست ويونغ.

## النشاط السياسي
خسروشاهي منتقد صريح لسياسة الهجرة الذي يتبِّعها الرئيس الأمريكي دونالد ترامب. تبرع عام 2016، لصندوق هيلاري كلينتون الانتخابي، وصندوق السيناتور الديمقراطي بواشنطن باتي موراي، واللجنة الوطنية الديمقراطية، كما تبرع إلى السيناتور الجمهوري من ولاية يوتا مايك لي، أحد مؤيدي الليبرتارية.

## الحياة الشخصية
رزق خسروشاهي بطفلين من زوجته الأولى: ولد يدعى أليكس وفتاة تدعى كلوي. في 12 ديسمبر 2012، تزوج خسروشاهي من سيدني شابيرو، مدرسة سابقة لمرحلة ما قبل المدرسة وممثلة في لاس فيغاس ورزق منها بإبنان تؤام، هايز إبيك وهوغو غوبريت.
لم تكن والدته هي الهاربة الوحيدة من ايران بسبب الثورة الإيرانية حيث فر أيضا عمه حسن خسروشاهي وأصبح ملياردير فيما بعد. شارك بن عمه أمير في تأسيس شركة نيرفانا سيستمز التي اشترتها إنتل في عام 2016 مقابل 408 مليون دولار. خسروشاهي قريب داریان شیرازی، مؤسس راديوس وأول متدرب يتعاقد معه الفيسبوك.

## وصلات خارجية
- دارا خسروشاهي على موقع مونزينجر (الألمانية)
- الموقع الرسمي لشركة أوبر
- مؤسسات أمريكية أصحابها من إيران
- وثائقي عن رجال الأعمال الأمريكيون- الإيرانيون.- بي بي إس

فيديوهات
- مقابلة المدير التنفيذي لشركة أبو دارا خسروشاهي عام 2018
- شركة أوبر بعد عام من تولي دارا خسروشاهي
- تحدي الثلج مع دارا خسروشاهي